# Ranunculita
La ranunculita és un mineral de la classe dels fosfats. Anomenada així per Michel Deliens i Paul Piret l'any 1980 del terme llatí ranunculus –paparra- pel seu color daurat.

## Classificació
Segons la classificació de Nickel-Strunz, la ranunculita pertany a «08.EB: Uranil fosfats i arsenats, amb ràtio UO₂:RO₄ = 1:1» juntament amb els següents minerals: heinrichita, kahlerita, novačekita-I, saleeïta, torbernita, uranocircita, uranospinita, xiangjiangita, zeunerita, metarauchita, rauchita, bassetita, lehnerita, metaautunita, metasaleeïta, metauranocircita, metauranospinita, metaheinrichita, metakahlerita, metakirchheimerita, metanovačekita, metatorbernita, metazeunerita, przhevalskita, metalodevita, abernathyita, chernikovita, metaankoleïta, natrouranospinita, trögerita, uramfita, uramarsita, threadgoldita, chistyakovaïta, arsenuranospatita, uranospatita, vochtenita, coconinoïta, furongita, triangulita, autunita i sabugalita.

## Característiques
La ranunculita és un fosfat de fórmula química HAl(UO₂)(PO₄)(OH)₃·4H₂O. Cristal·litza en el sistema monoclínic. La seva duresa a l'escala de Mohs és 3.

## Formació i jaciments
S'ha descrit a la República Democràtica del Congo i a Espanya. S'ha descrit en zones riques en urani en pegmatites amb altres fosfats d'alumini i urani.